# Яхая, Ибрахим
Ибрахим Яхая (англ. Ibrahim Yahaya; род. 20 августа 2003) — нигерийский футболист, нападающий клуба «Байэлса Юнайтед».

## Карьера

### «Гомбе Юнайтед»
В 2021 году стал игроком «Гомбе Юнайтед». Дебютировал в чемпионате Нигерии 19 декабря 2021 года в матче с «Шутинг Старз». Дебютный мяч забил 9 января 2022 года в ворота ФК «Катсина Юнайтед».

## Карьера в сборной
Играл за сборную Нигерии до 20 лет.